# 電流電壓轉換器
在電子學領域中 ， 轉阻放大器（英語：transimpedance amplifier,簡稱TIA；又稱為電流電壓轉換器）是一種先將輸入電流訊號放大，再轉換成電壓訊號輸出的一種放大器，其可由一個至數個運算放大器構成。在理想情況下其輸入與輸出阻抗皆趨近於0，且可以有效隔離輸入的電流訊號與輸出的電壓訊號。另外，因為輸出為電壓且輸入為電流，其增益，或者說輸出與輸入的比率即為「轉阻(transimpedance)」，並以歐姆為單位表示；且以轉阻放大器最簡單的類型來說，唯一可以決定該增益的只有高歐姆值反饋電阻器 Rf 。值得注意的是由於該放大器為反向組態，其增益必須寫成 -Rf ，如圖(一)所示。

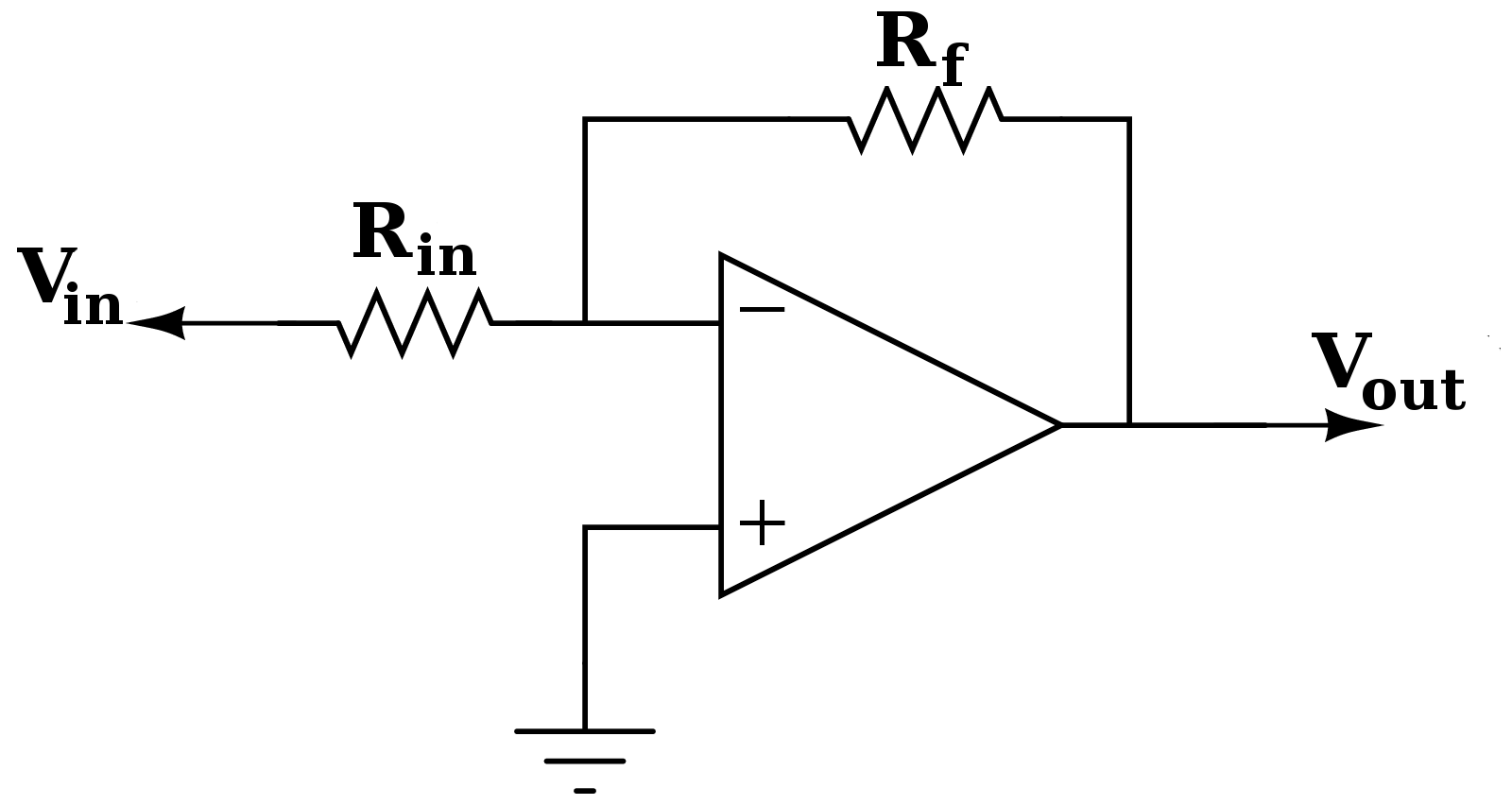
圖(一) 運算放大器的反相放大器配置成為轉阻放大器時，R_{in} 與 R_{out} 通常趨近於0歐姆

轉阻放大器的應用，主要是放大蓋格計數器、光電倍增管、加速計、光電二極體等「電流響應比電壓響應更加線性化」的感測器所輸出之電流，並將其轉換為可被利用的電壓訊號。其中以光電二極體為甚—其電流響應的非線性度極少會超過1%。
轉阻放大器有許多不同的組態，每一種皆有特定的應用。這些組態的共通點就是需要將微小的電流信號轉換成可供後續利用的電壓。增益、頻寬、電流偏移與電壓偏移也會隨著轉阻放大器所連接的感測器不同，因此須使用不同種類的放大器配置。

## 原理

### 基礎概念
就物理上來說，一個與壓力會使其所作用的流體流過一個障礙物；然而反過來，一個流動中的流體在接觸到一個障礙物時也會產生壓力。例如說一個人想要用他的身體使一台正在移動中的汽車停下來，那麼這輛「流動」中的汽車就會施加一個壓力在這個「障礙物」身上；又比如說你假如正在清洗你的汽車時，假如你在捏住橡膠水管的某處的話，水流就會在那一點形成一個壓力點。
在這種思路下，和流量、壓力、障礙相似的物理量事實上是相關聯的。通常來說「和壓力類似的輸出物理量」會正比於「和流動類似的輸入物理量」。如此一來就好像是流動物理量被轉換成壓力物理量。而若要產生壓力，我們必須在流體流動的路徑中置放一個障礙物。

### 在電路學上的類比

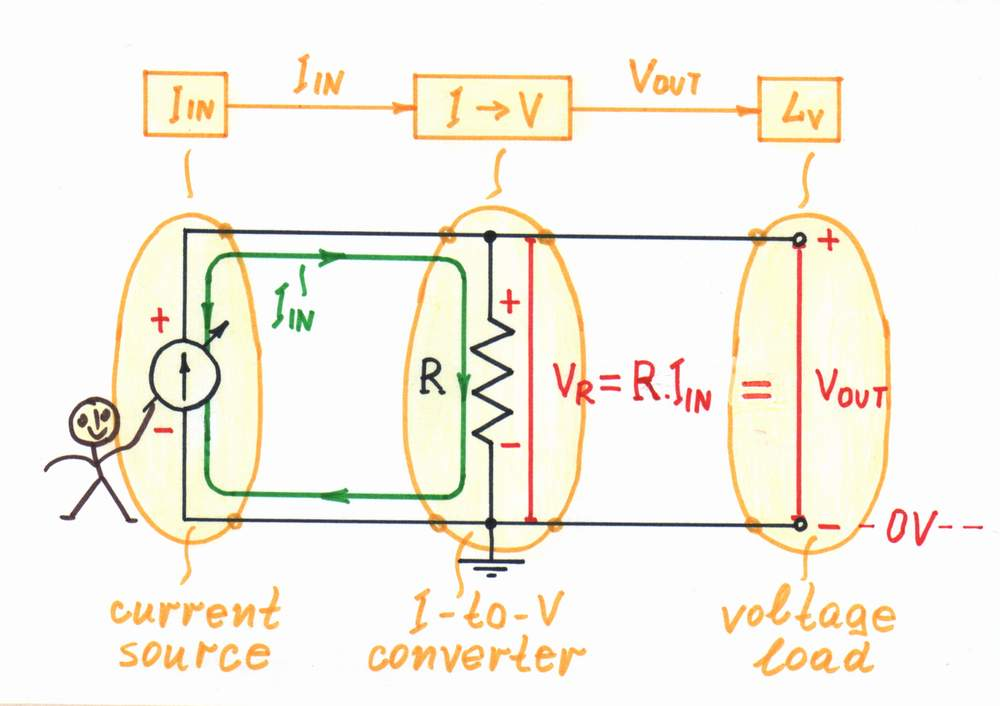
圖(二) 被動式轉阻放大器是由「電流產生電壓」這個現象來運作。

將同樣的觀念套用在電路中，可以觀察到假如有一個電流 Iin 流過一電阻器 R，則後者會阻礙前者的流動，並在其兩端產生一個可以由歐姆定律來決定的等比例電壓壓降 VR = R {\displaystyle \cdot } Iin 。在這種電流電源電路， VR 事實上就扮演著輸出電壓 Vout ，然而要注意的是電壓壓降 VR 並不是由電阻器本身所產生，而是輸入電流信號源的響應輸出電壓信號源 。如此一來，電流 Iin 即轉換為等比例之電壓 V out；而電阻器 R 則作為一個轉換率 {\displaystyle K={\tfrac {V_{out}}{I_{in}}}} 、單位為歐姆的「電流電壓轉換器」。圖(二)為這一個電路的電路圖，其中輸入電流以綠色迴圈表示，而輸出電壓則以紅色長桿來表示。

由於通過「電流源」和「電阻器」兩者的電流與電壓皆相同，我們可以用相同的I-V曲線來代表這兩者的電流-電壓關係，並將這個關係繪製成如同圖(三)中的圖表。對於在斜直線上任一個工作點A，它代表了當輸入電流在某一特定值 Iin 時所對應到的輸出電壓 Vout。當輸入電流 Iin 產生變化時，工作點A就會在 I-V 曲線上移動。由此可知通過電阻 R的I-V曲線之斜率，即為轉換器轉阻的倒數。另一種可行的解釋則是當輸入電流產生變化時，電阻上的電壓變化為從左到右連續地遞減，如同圖(四)中以紅色三角形。從圖中我們可以看出上半三角形之斜邊的斜率代表輸入電流 Iin，而下半三角形之斜邊的斜率一樣是輸入電流 Iin，只不過需要加上負號，因為電流的方向是相反的。

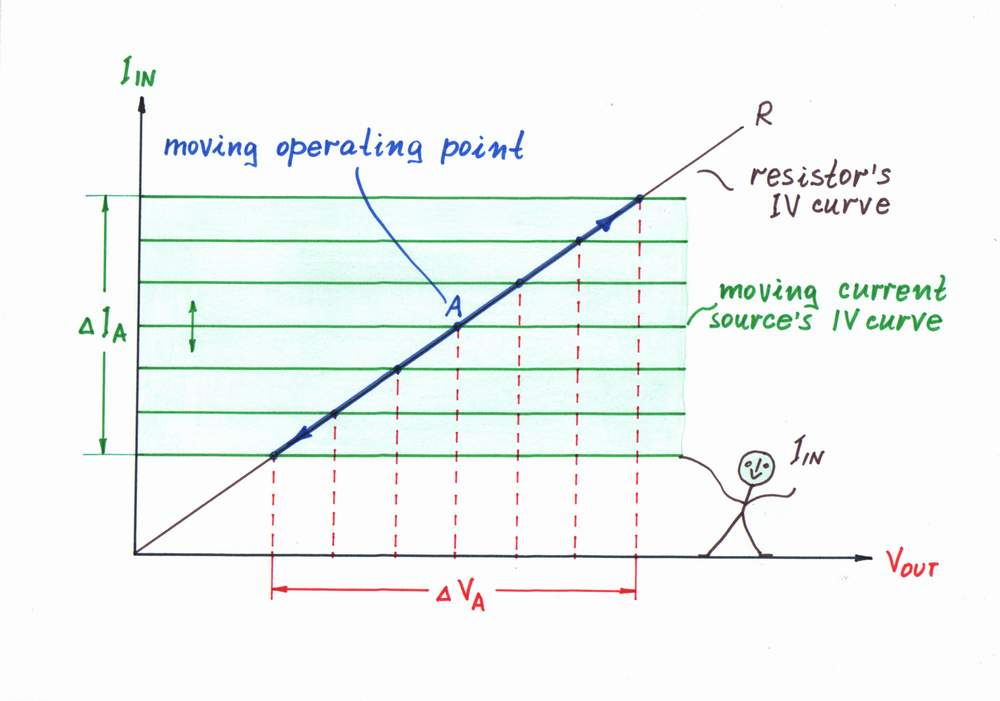
圖(三) I_{in}-V_{out}作圖，其中斜直線的斜率為電阻R的倒數，亦即電導G，單位為西門子

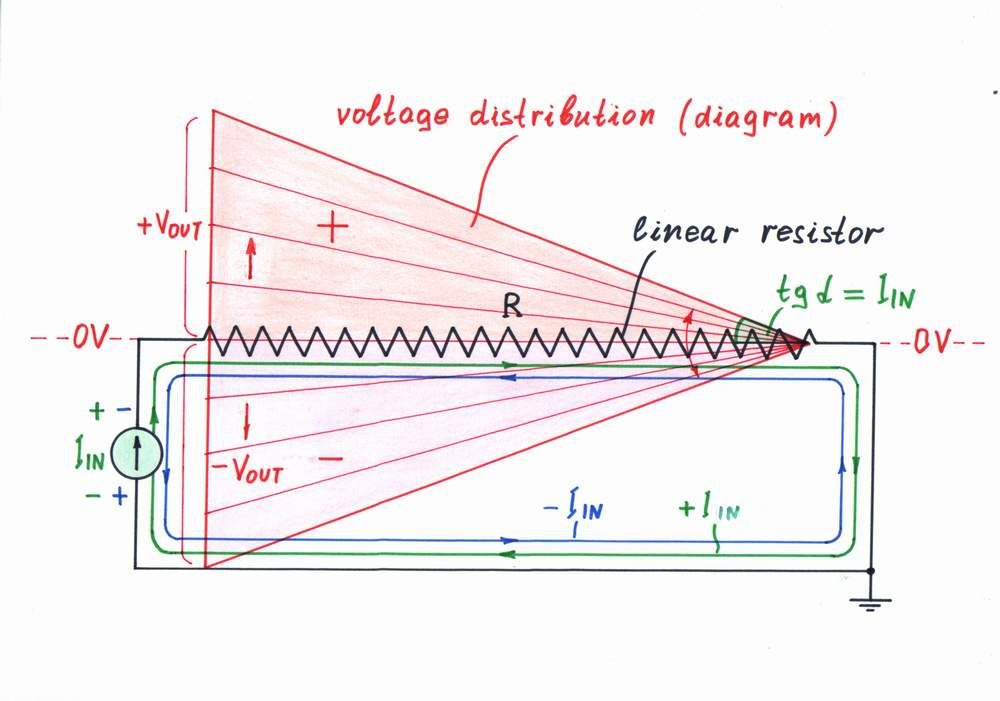
圖(四) 在電阻R上的電壓分布，須注意由於電流的方向的不同，所以上半三角形對應到綠色迴圈，而下半三角形則對應到藍色迴圈

## 轉阻放大器之應用

### 被動版本―作輸出信號源使用

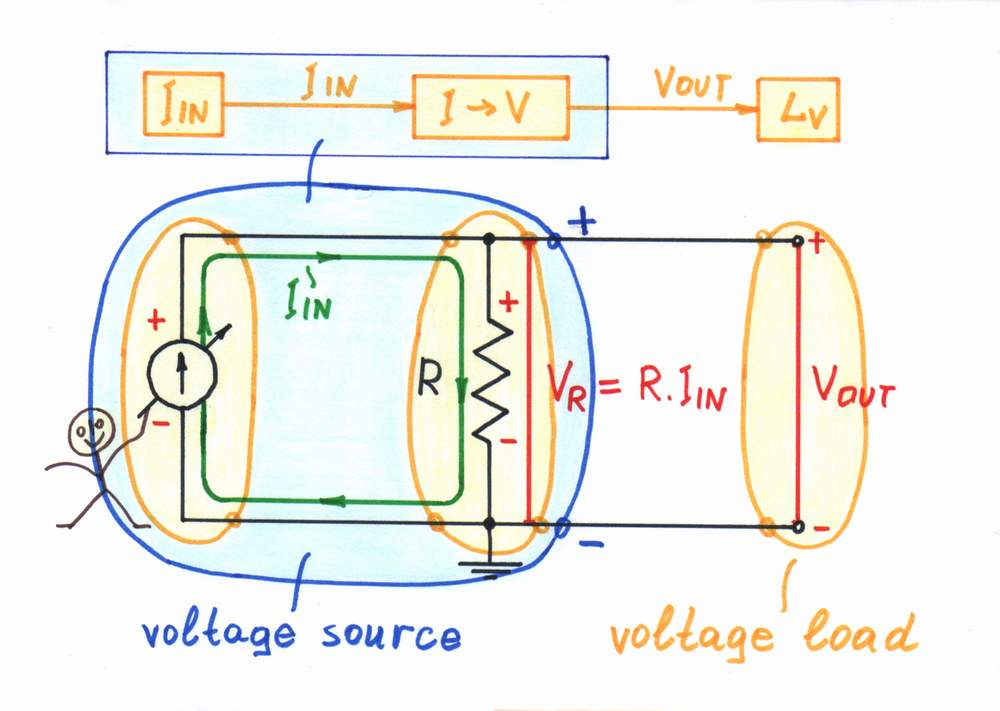
圖(五) 以諾頓環路定律解釋電流相依電壓之工作原理

#### (A)電流控制電壓源
雖然有足夠的恆定電壓源的性質（主要和次要的電池），如果一個電流源可用，但需要有一個電壓源，它可以建成。為此，一個電流電壓轉換器後電流源連接，根據下面的公式建設：
電壓源=電流源+電流對電壓轉換器
這種思想的最簡單的實現如圖5，並行連接一個電阻R，IIN（諾頓定理）。
如果負載是理想的（也就是說，它具有恆定的阻力），VOUT = R.IIN將會產生恆定電壓。如果輸入電流源是不完善的，這個電壓將影響到電流（見下面有關被動版本不完善的部分） 。

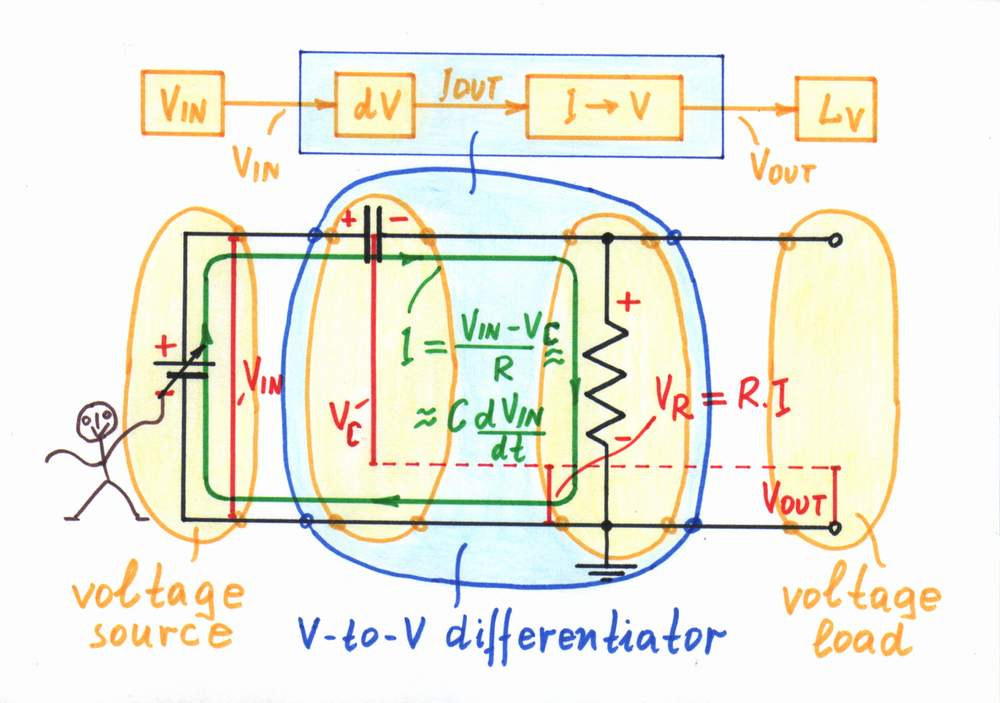
圖6.V到- V RC微分= V型，I C的區別 +我到- V轉換器

複合被動轉換器  ：同樣， 在微分電容， 電感集成，反對數轉換器等流行的無源電路，電阻作為電流-電壓轉換器的行為：
V到- V的CR微分= V型，I C的區別 +I- V轉換器
V到- V的LR積分 = V到I L積分 + I至V轉換器
DR反對數轉換器的V -至V = V - I D反對數轉換器+ I -到- V
例如，一個典型的電容電阻的區別是建立在圖6，使用簡單的電壓，電流的電容的區別（裸電容）和電流 - 電壓轉換器。
在這些電路中，電阻R作為一個電流電壓轉換器引入一些電壓下降，從而影響激勵電壓V V R的。因此，當前的跌幅，會出現一個錯誤（見約被動版本不完善的部分） 。

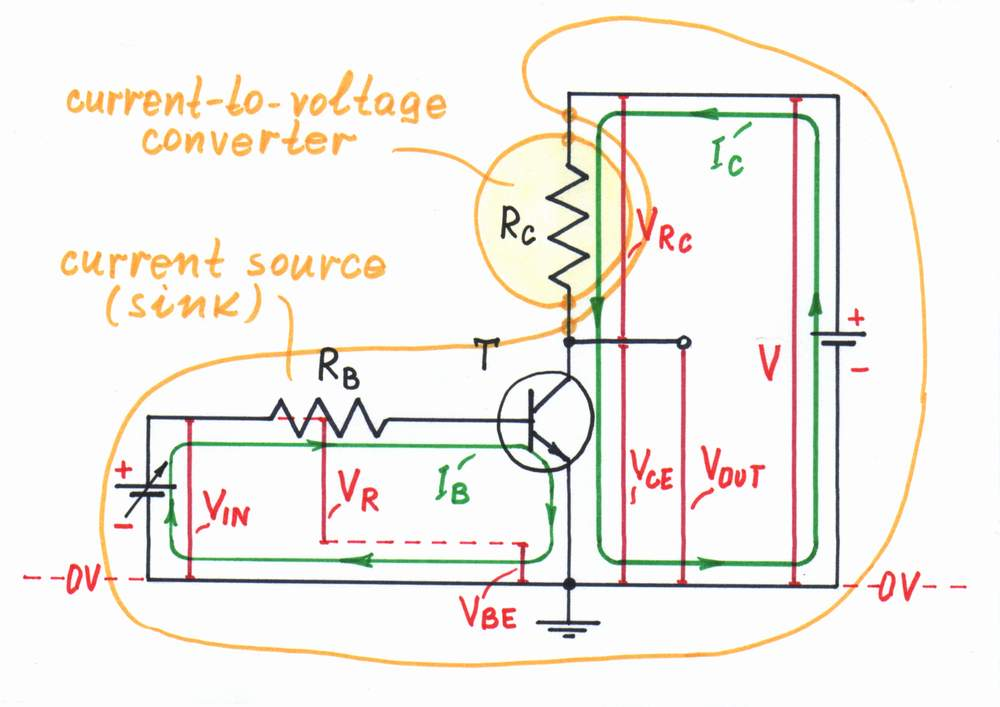
（圖7）。集電極電阻 RC作為一個電流電壓轉換器

電晶體的集電極電阻  。電晶體是電流控制裝置。因此，要獲得其輸出電壓，集電極電阻連接在輸出電路的晶體管級（圖 7）。這種技術的例子是共射，共基差分放大器，電晶體開關等。
電晶體電壓輸出=電晶體電流輸出+電流對電壓轉換
電晶體的集電極電阻作為一個電流電壓轉換器。
由於電壓降VRC是浮動的，通常的互補性（電源）電壓降VCE是用作輸出。因此，這些晶體管電路反相（當輸入電壓升高時，輸出電壓下降和VV）
類似的技術用於獲取晶體管的發射極電壓（見下面一節有關負反饋電流源 ）。這種技術的例子是使用串聯負反饋的晶體管電路。
電晶體的射極電阻作為一個電流電壓轉換器。

#### 電流到電壓轉換器作為輸入設備

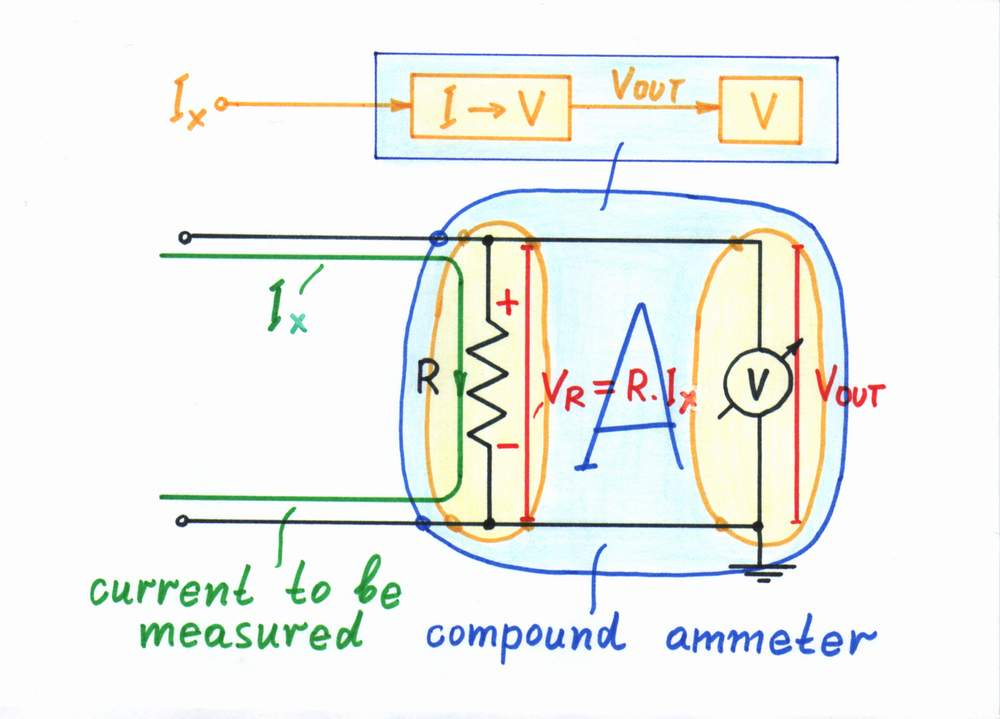
圖8，複合電流表 = I -至V轉換器+電壓表

複合電流表。 今天的測量儀器（DVM，模擬 - 數字轉換器等），主要是電壓表。如果有需要測量的電流，一個簡單的電流 - 電壓轉換器（分流電阻）是連接之前，電壓表（圖 8）。這電流表組成的裝置兩部分組成：
複合式電錶=電流電壓轉換器+電壓表
分流電阻在電錶中是用來用來作為電流對電壓轉換用。
雖然目前的版本是以理想電流測量解決方案，而一般的萬用電表則是使用被動方式去量測較大的電流（ 見下面關於電源的考慮部分）。

#### I至V轉換為負反饋的V型，電流轉換器的一部分
負反饋系統具有獨特的屬性，以扭轉在反饋迴路中連接的電子轉換器的因果關係。例子：一個運算放大器的非反相放大器實際上是一種顛倒的分壓器， 運算放大器集成是一個顛倒的差異化和VV，運算放大器的對數轉換器是一個顛倒antilogarithmic的轉換器和VV等

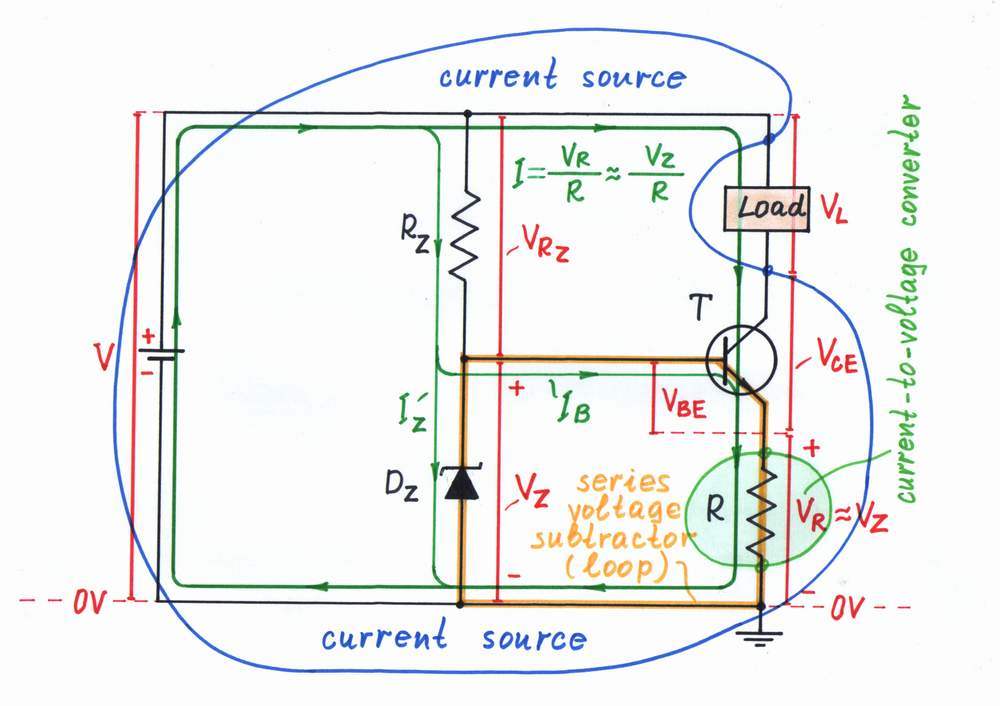
圖9 一個晶體管的電流源使用一個電流電壓轉換器

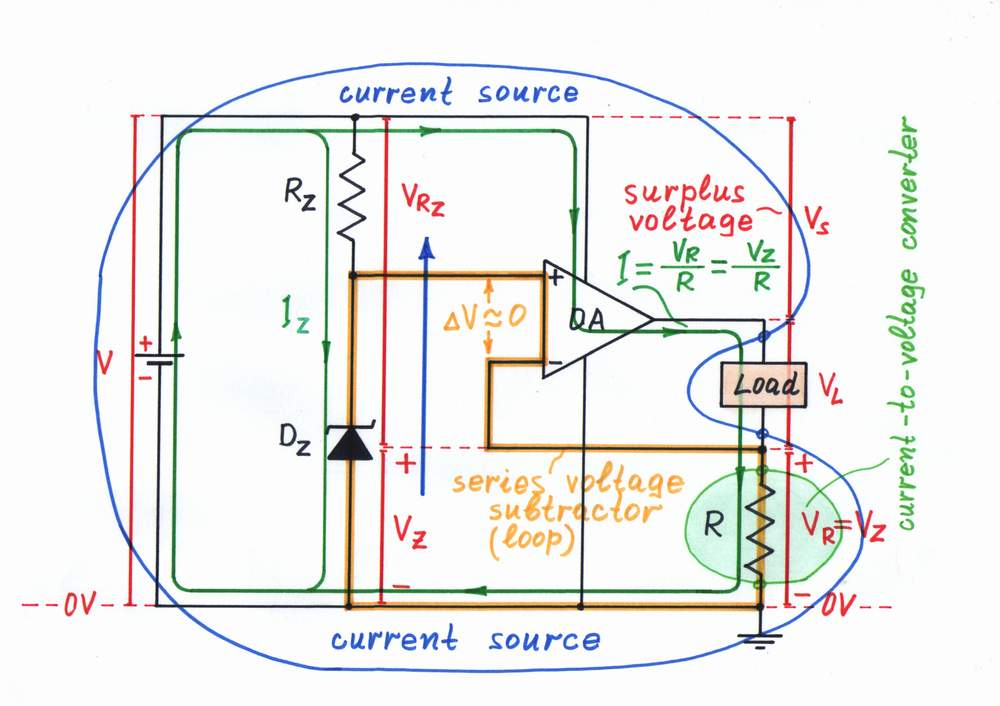
圖 10 運算放大器使用一個電流電壓轉換器的電流源

同樣，運算放大器的電壓電流轉換器（電壓控制恆流源）通過使用一個負反饋內置實際上是一個反向電流-電壓轉換器。這個強大的思想是實施圖9（電流源晶體管版）和圖10（電流源的運算放大器版）是在負反饋迴路連接一個電流電壓轉換器（裸電阻 R）。壓降V R成正比的負載電流I是與輸入電壓V Z相比。為此，兩個電壓串聯和它們的區別DV = V Z - V R的應用調節元素的輸入部分（晶體管T的基極-發射極結或運放的差分輸入OA）因此，調節元素建立電流I = V R / R≈V Z / R通過改變其輸出電阻，使零電壓差DV。這樣，輸出電流輸入電壓成正比;作為電壓 - 電流轉換器的整個電路的行為。

#### 非理想無源版本
被動的電流 - 電壓轉換器（所有的無源電路）是不完善的原因有兩個：
電阻R 的壓降VR的影響電流IIN，電阻R消耗能量從輸入源（圖11）。有個矛盾存在在這個電路中，從一個側面壓降VR的是有用，因為它作為一個輸出電壓，從另一個側面，這個壓降是有害的，因為它能有效地改變當前的實際創造的電壓VRi。在這種安排下，電壓差是由VIN-VR的決定，而不是目前的電壓VIN（電阻Ri實際行為反向的電壓對電流轉換器）。這樣的結果，造成電流的損耗。
負載電阻。 此外，如果負載具有一定的有限性（而不是無限的阻力），將目前我的一部分，通過它轉移。因此，無論是電流I和電壓V OUT減少。問題是，從被動電路負載消耗的能源（   （页面存档备份，存于） ]） 。

### 進階結構

#### 改進： 有功電流電壓轉換器

##### 非電域： 卸下相當於“抗干擾”的干擾
積極的電流電壓轉換器的版本是基於一個知名的技術，從人類的常規，在這裡我們補償相當於“反 數量”自己造成的不良影響。實施這個想法是使用一個額外的電源 ，“幫助”的主要來源，由本地 內部不受歡迎的數量（反過來說，在對面的積極的電壓-電流轉換器造成的損失作出賠償，額外的電源補償損失數量由外部 引起的） 。例如：如果我們已經打破了我們的窗口，在冬天我們打開加熱器的熱損失補償; VV，在夏天，我們在開啟空調。更多的例子：如果我們的汽車與其他汽車碰撞來，保險公司補償其他汽車造成的損害。如果我們給他人造成麻煩，我們深表歉意。如果我們花的錢從一個帳戶，存入資金。（更多的例子， 請參閱虛接地。）在所有這些情況，我們準備了“備用”的資源來使用，如果有需要，以彌補內部損失。

##### 電氣域： 卸下電壓相當於“反電壓”
電氣實施。 首先，要展示如何應用這個強大的基本思路是，以改善被動的電流-電壓轉換器，用於等效電路（圖12 ）。在這種主動電流-電壓轉換器 ，電壓降VR透過內部 電阻R補償添加同樣的電壓VH=VR到輸入電壓VIN （页面存档备份，存于）。為此，下列額外的電壓源BH是與電阻串聯連接。它的“幫助”輸入電壓源，因此，不需要的電壓VR和電阻R消失（A點變成一個虛擬的地面） 。
主動的I-V轉換器=無源 I至V轉換器 +“幫助”電壓源
從哪裡得到輸出？ 補償量的大小是經常被用來衡量 間接的初始數量（使用規模的一個例子-稱重）。這個想法是應用在主動電流對電壓轉換器的電路連接的負載補償電壓源BH，而不是電阻。這樣的安排有兩個好處：第一，連接負載的共同點;第二，它消耗的能量從額外來源，而不是從輸入源。因此，它可能具有較小的阻抗。

#### 運算放大器實現
上面的基本思路是實施在運算放大器的電流-電壓轉換器（圖13，14 ） （页面存档备份，存于） 。在這個電路中，運算放大器的輸出與輸入電壓源串聯，運算放大器的反相輸入連接因此A點，運算放大器的輸出電壓和輸入電壓的總和。
從其他角度來看，從圖可以看得出來，運算放大器的輸出與補償電壓源BH和電阻R串聯連接。因此，運算放大器的輸出電壓和電壓降VR相減，這個減法，是A點的背後所代表的結果（它作為一個虛擬的地面行為）。
運算放大器I-V轉換器=被動的I-V轉換器 +“幫助”運算放大器

#### 運算放大器電路的操作

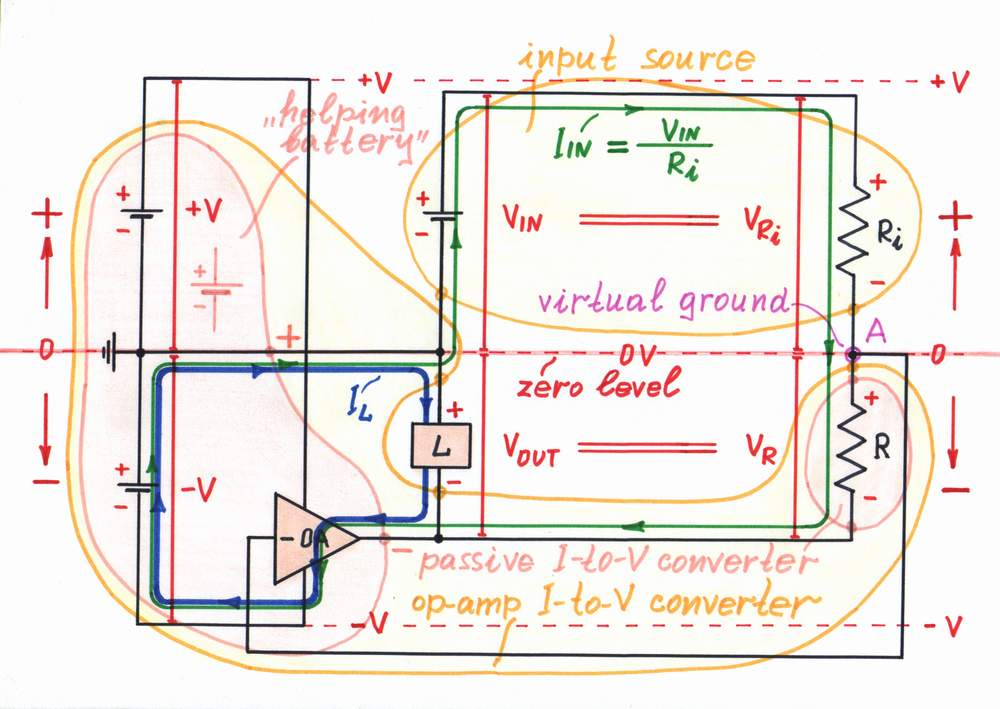
圖 14 運算放大器的電流 - 電壓轉換器（+ VIN）

零輸入電源 ，在沒有電壓下降或電流在輸入電壓的結果（點擊探索 （页面存档备份，存于） ）。
正輸入電壓。 如果輸入電壓VIN增加的電壓高出地面，輸入電流IIN 開始流經電阻R。因此， 壓降VR的電阻兩端的出現，A點開始提高其潛在的（輸入源“拉“A點向上朝正電壓V IN）。只有運算放大器“觀察”，並立即作出反應：降低其輸出電壓下的吸吮當前地面。打個比方，運算放大器的“拉”點向負電壓- V，直到它管理為零，其潛在的（建立一個虛擬的地面） 。它通過連接一個負電源系列電源- V的輸入電壓V IN，產生的電壓的一部分，這項工作。兩個電壓源串聯，在同一方向（順時針遍歷循環，種種跡象都- V IN + - V OA +），使他們的電壓增加。然而，就在地上，他們有相反的極性。

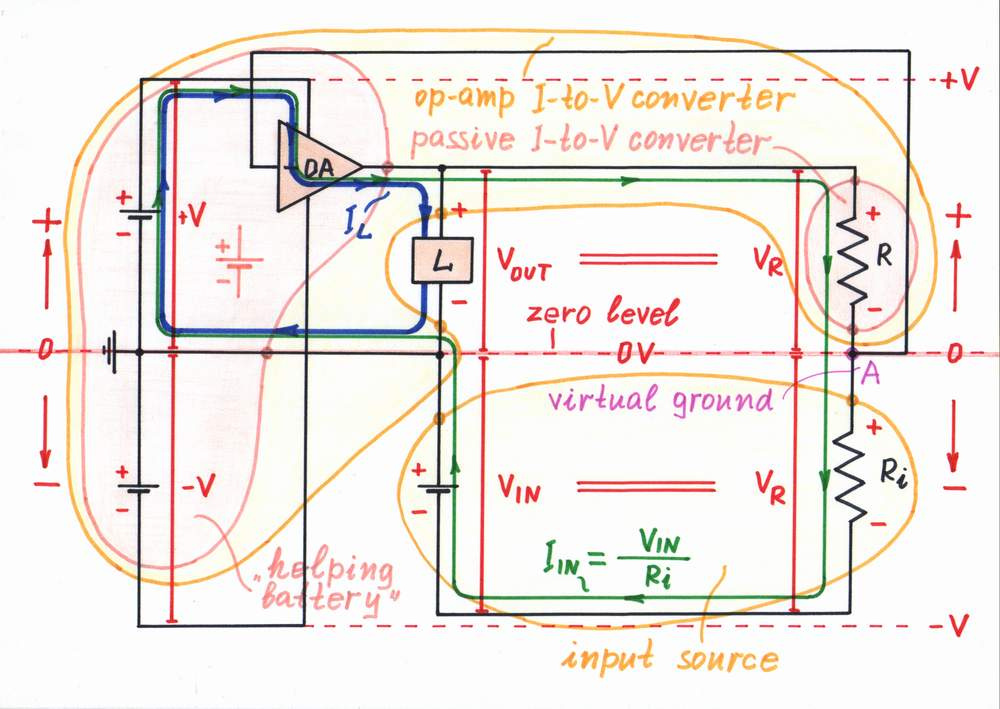
圖15 運算放大器的電流 - 電壓轉換器（V_{IN}）

負輸入電壓。 如果輸入電壓VIN降低到比參考點還要低的電壓V，通過輸入電流流在相反方向的電阻R（圖15）。因此，電阻兩端的壓降VR的出現再次A點開始下降的潛力（現在，輸入源“拉”對負電壓-VIN A點向下）。運算放大器的“觀察”，並立即作出反應：它增加了它的輸出電壓高於地面“推”目前。現在，運算放大器的“拉”的地步朝正電壓+V一個，直到它管理再次為零勢VA（虛擬地） 。為此，運算放大器使部分正電源+V與輸入電壓V IN-產生的電壓。這兩個電壓源再次連接，在同一方向，（順時針遍歷循環，+VIN-，+ VOA-），使他們的電壓增加。然而，就在地上，他們有上述的極性相反。
結論 在運算放大器的電流 - 電壓轉換器電路，運算放大器將盡可能多的電壓輸入源電壓，電阻兩端的失去。 運算放大器補償這個內部電阻 造成當地損失（相反，在相反的運算放大器的電壓-電流轉換器，運算放大器的補償由 外部負載造成的損失）。

#### I-V的轉換器與跨阻放大器
有功電流電壓轉換器是一個電流輸入和輸出電壓的放大器。該放大器的增益由電阻R（K =VOUT / IIN= R）代表，它以歐姆為單位表示。這就是為什麼這條線路被命名為轉換放大器 或轉阻放大器  （页面存档备份，存于）。這兩個詞是用於指定電路的考慮。

## 外部連結
- What's All This Transimpedance Amplifier Stuff, Anyhow? （页面存档备份，存于）
- Low Current Measurements
- Using a low noise JFET （页面存档备份，存于）
- Bootstrapping a large Photodiode （页面存档备份，存于）